# NGC 953
NGC 953 ist eine elliptische Galaxie vom Hubble-Typ E0 im Sternbild Dreieck am Nordsternhimmel. Sie ist schätzungsweise 216 Millionen Lichtjahre von der Milchstraße entfernt und hat einen Durchmesser von etwa 80.000 Lichtjahren.
Im selben Himmelsareal befindet sich u. a. die Galaxie NGC 972.
Das Objekt wurde am 26. September 1865 von Heinrich Louis d’Arrest entdeckt.